# منطقة القليعات
منطقة القليعات منطقة من مناطق مدينة الموصل القديمة ذات العمق التاريخي المهم في العراق، وهي أولى المناطق التي انتقل إليها سكان نينوى بعد سقوط نينوى 612 ق.م. تقع المنطقة في الجهة المقابلة لنهر دجلة، وكانت النواة لإنشاء مدينة الموصل.

## تسمية القليعات
يرجع اسم القليعات إلى مفردة "قلعة"، لأن المنطقة بالأصل حصن آشوري عسكري مبني على تل القليعات، وقد أنشئ سنة 1080 ق.م، وهو يمتد على طول الضفة الغربية لنهر دجلة ويشرف على السهول الغربية لمدينة نينوى حيث بنى الآشوريون القلاع حول نينوى لحمايتها وكانت هذه القلعة النواة لمدينة الموصل.

## جغرافية الموقع
تطل القليعات على نهر دجلة، ويبلغ أقصى ارتفاع لها فوق مستوى سطح البحر 244 م. وهذا يعني أن المنطقة ترتفع عن مستوى المناطق المجاورة لها من كل الجهات بحدود 22 مترًا، أما في مركز القليعات فيبلغ ارتفاعها بحدود 47 مترًا.

## محلات القليعات

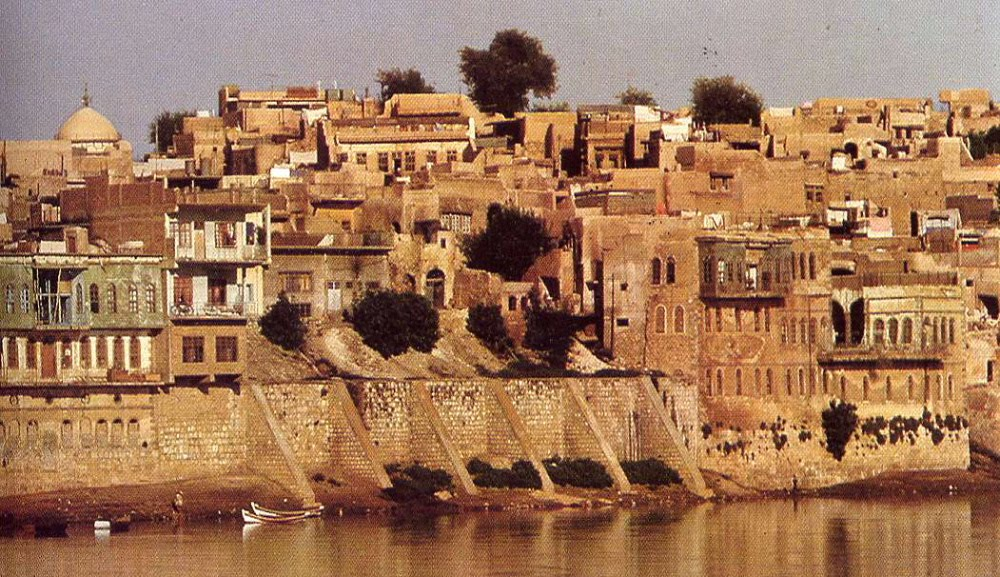
محلة الميدان في الموصل

تشتمل منطقة القليعات على خمس محلات سكنية، هي:
- محلة الميدان: هو الميدان الذي كان يمتد أمام (إيج قلعة) في العهد العثماني ، وكان يسكن القلعة الجيش الانكشاري. وباب القلعة من أبواب الموصل المعروفة ويقع على نهر دجلة.
- محلة حوش الخان: كان في هذا المكان خان كبير للقوافل يعود لآل الديوه جي، بني داخله بيت فسمّي ( حوش الخان)، ثم تكاثرت البيوت داخله وخارجه. فسمّيت المحلّة بهذا الاسم.
- محلة باب النبي: وسمي نسبة إلى جامع النبي جرجيس.
- محلة رأس الكور (يلفظ بالمحكية الموصلية: غاس الكوغ): كانت المنطقة مليئة بأكوار الجص التي يفخر فيها الجص والأواني الخزفية التي يصنعها الكوّازون كالحباب والشربات وتنانير الخبز .
- محلة الإمام إبراهيم: سمي نسبة إلى مسجد الإمام إبراهيم.